# Partido Comunista da Noruega
O Partido Comunista da Noruega (em norueguês : Norges Kommunistiske Parti , NKP) é um partido comunista da Noruega.
O NKP foi formado em 1923, após uma divisão no Partido Trabalhista Norueguês. Foi stalinista desde o seu estabelecimento e, como tal, apoiou o governo soviético enquanto se opunha ao trotskismo.
Durante a Segunda Guerra Mundial, o NKP inicialmente se opôs à resistência ativa à ocupação alemã, em deferência ao pacto de não agressão entre a União Soviética e a Alemanha. Uma vez que a Alemanha rescindiu o pacto e atacou a União Soviética , o Partido Comunista da Noruega juntou-se à resistência.
Como resultado de seu papel na luta antinazista, o NKP experimentou um breve aumento de popularidade imediatamente após a guerra, mas a simpatia popular diminuiu com o início da Guerra Fria. O Partido Trabalhista no poder tomou uma linha dura contra os comunistas, culminando com o discurso condenatório de Kråkerøy do primeiro-ministro Einar Gerhardsen em 1948 . As autoridades norueguesas consideravam o partido uma organização extremista e suas atividades seriam monitoradas de perto pela Agência de Vigilância Policial durante a Guerra Fria. 